# آلبرت بورگارد
آلبرت بورگارد (انگلیسی: Albert Borgard; ۱۰ نوامبر ۱۶۵۹ – ۷ فوریهٔ ۱۷۵۱) نظامی و مهندس اهل پادشاهی بریتانیای کبیر بود.